# Mafia marroquí
La mafia marroquí (en árabe: مافيا مغربية, romanizado: Mafia Maghrebiyya, en lenguas bereberes: ⵎⴰⴼⵢⴰ ⵉⵎⵖⵔⵉⴱⵉⵢⵏ, a menudo internacionalmente conocida por su apelativo en neerlandés: Mocro Maffia) es un término que describe diversas organizaciones criminales formadas principalmente por personas de origen marroquí. Estas organizaciones están especializadas en el tráfico de grandes cantidades de cocaína y drogas sintéticas a través de España, Portugal, Países Bajos y Bélgica, desde donde se distribuye al resto del continente europeo, siendo así uno de los actores más dominantes en el tráfico de drogas en Europa.
En términos más amplios en relación con el crimen organizado marroquí, también se incluye a los señores de la droga del hachís del norte de Marruecos y a los traficantes del sur de Marruecos, que desempeñan un papel clave en el narcotráfico africano, así como en la trata de seres humanos, el tráfico de armas y el contrabando de cigarrillos y alcohol, aunque se les considera una entidad separada del resto de la mafia, que opera principalmente en el norte de Marruecos y en Europa.
Las redes delictivas marroquíes en Europa han estado activas principalmente desde la década de 1990, y se componen principalmente de ciudadanos belgas y neerlandeses de origen o raíces marroquíes. Estas redes criminales mantienen relaciones privilegiadas con los cárteles colombianos y mexicanos, y a menudo importan drogas a Europa a través de los puertos de Amberes, Róterdam y Algeciras.
Sin embargo, dentro de la mafia marroquí no se incluye a las familias del crimen judías marroquíes como la Organización Abergil así como los clanes Abutbul y Domrani, que se consideran parte de la mafia israelí. Los clanes mafiosos marrueco-israelíes son conocidos por haber colaborado estrechamente con la mafia marroquí de los Países Bajos y Bélgica, especialmente en la distribución mundial de drogas sintéticas como el MDMA, debido sobre todo a que los Países Bajos son el mayor productor de MDMA y anfetaminas del mundo.